# Robin Hyde

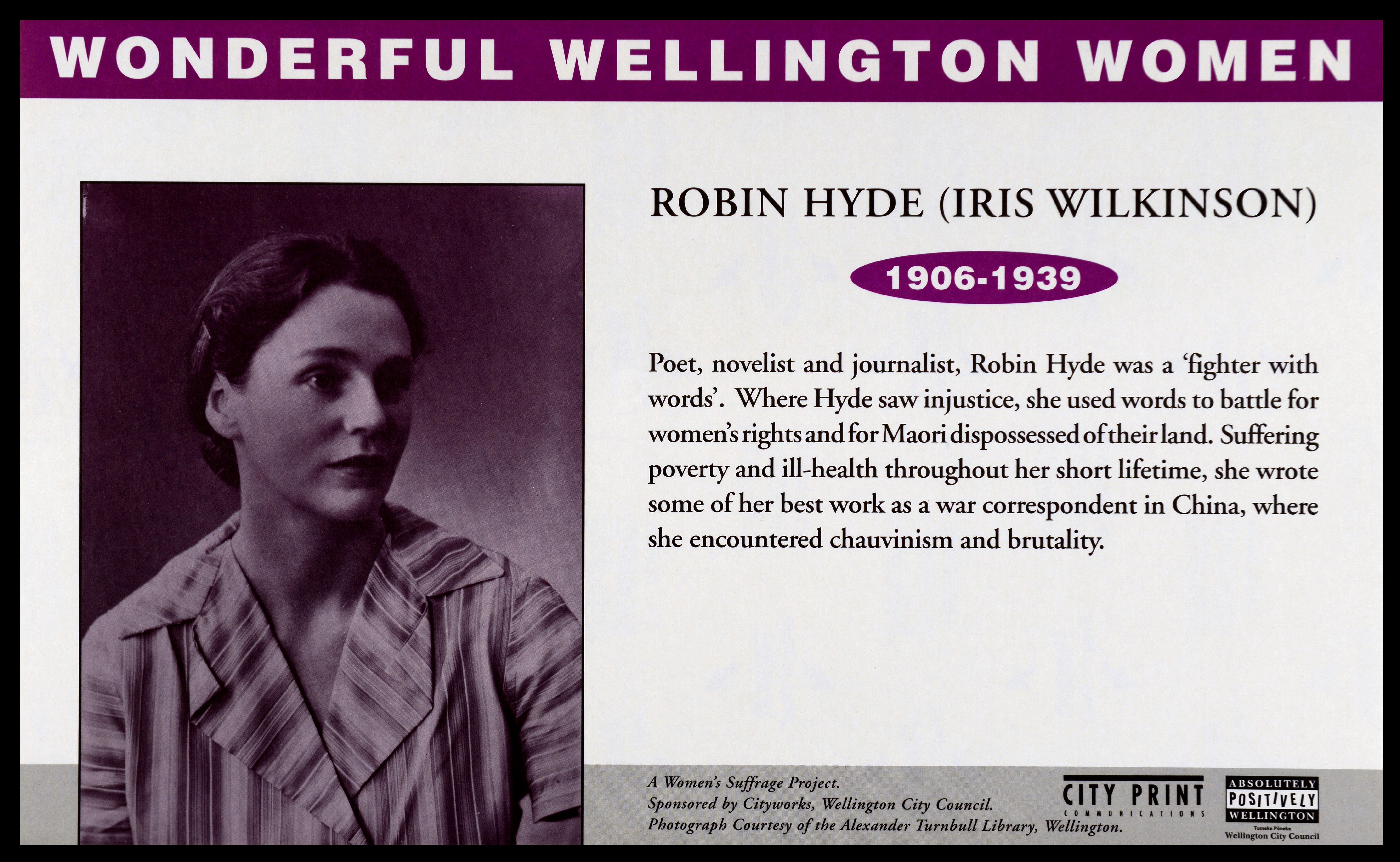
Robin Hyde

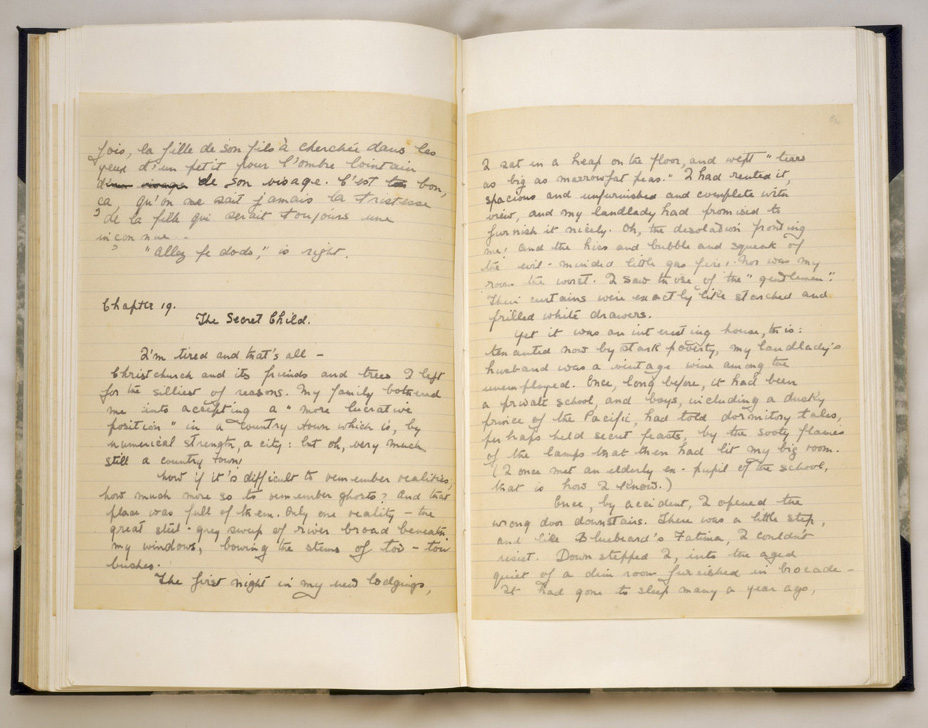
Rękopis autobiografii Robin Hyde

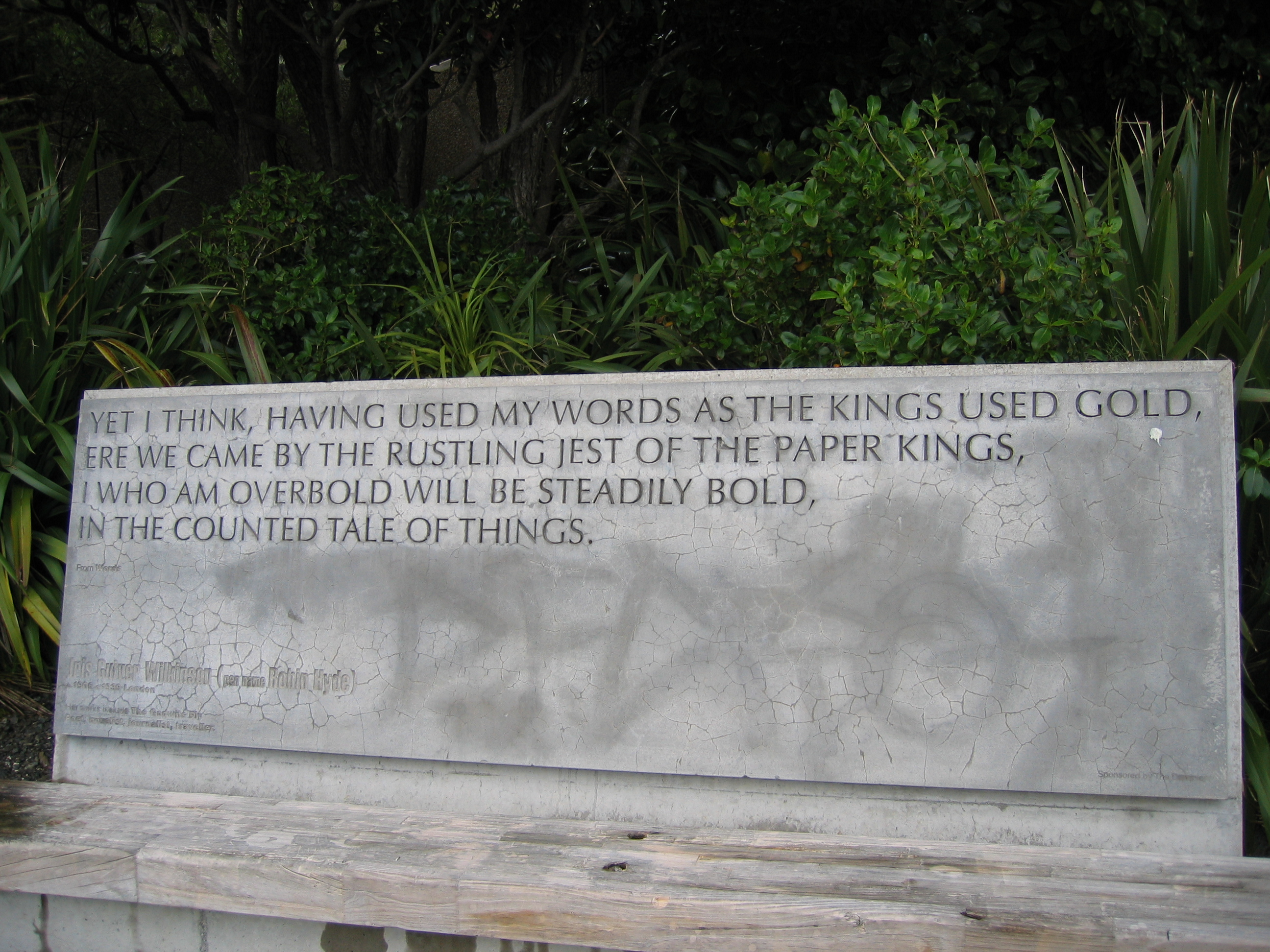
Pomnik z cytatem Robin Hyde w Wellington Writers' Walk w Wellington

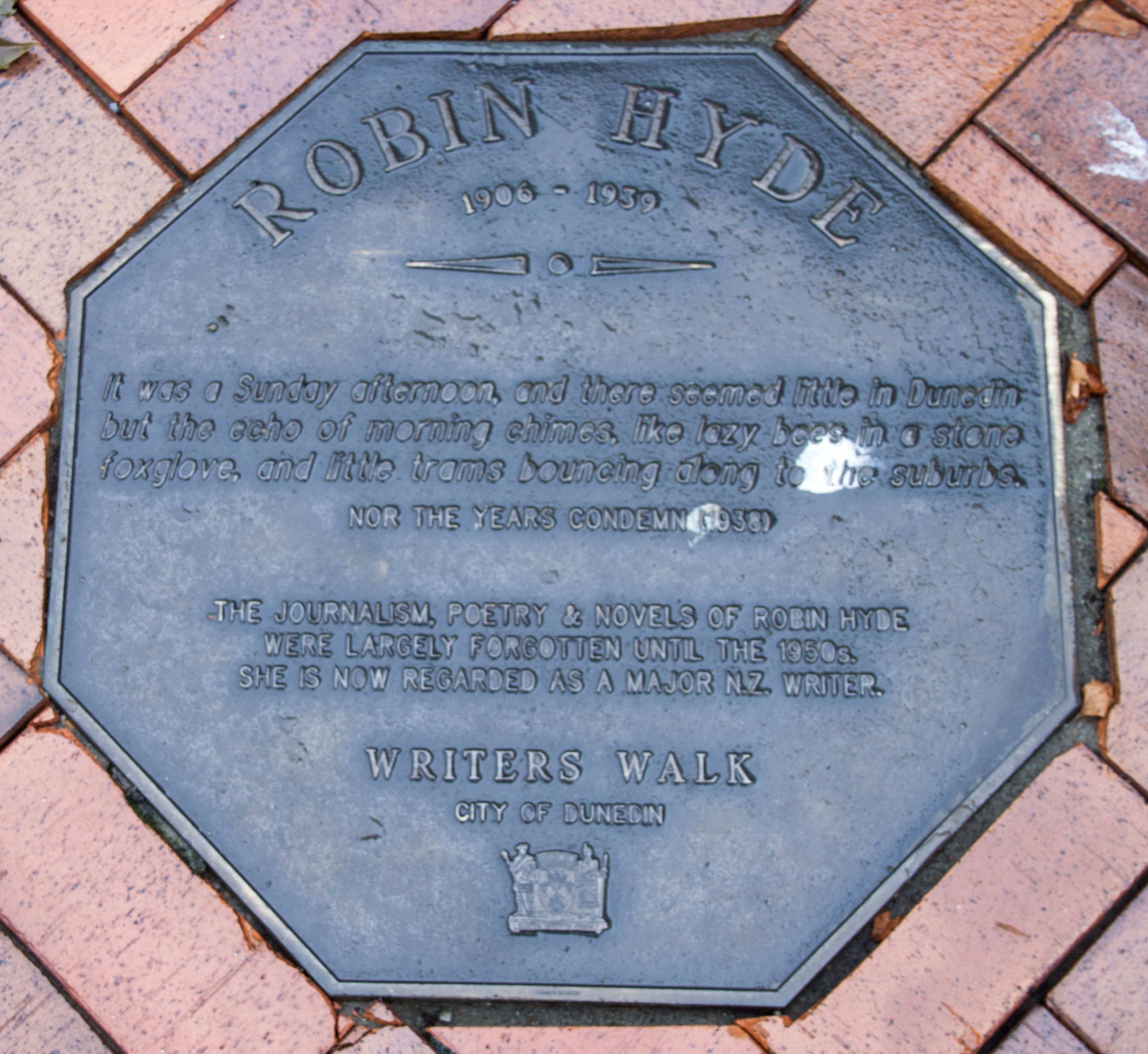
Płyta pamiątkowa na cześć Robin Hyde w Dunedin

Robin Hyde (ur. 19 stycznia 1906 w Kapsztadzie, zm. 1939) – nowozelandzka dziennikarka, prozaiczka i poetka.

## Życiorys
Robin Hyde naprawdę nazywała się Iris Guiver Wilkinson. Urodziła się 19 stycznia 1906 w Kapsztadzie w Afryce Południowej. Jej rodzicami byli George Edward Wilkinson i Edith Ellinor (Nelly) Butler. Ojciec był technikiem zatrudnionym przy budowie południowoafrykańskiej sieci telegraficznej, matka pracowała jako pielęgniarka. Rodzice różnili się charakterem i światopoglądem. Matka była bardzo religijna i entuzjastyczna wobec imperialnej i kolonialnej polityki Wielkiej Brytanii, ojciec zaś był sceptykiem i rozczytywał się w książkach podających w wątpliwość kapitalizm, imperializm i religię. Kiedy przyszła poetka miała zaledwie miesiąc, rodzice się zaokrętowali i popłynęli do Nowej Zelandii. Tam żyli w biedzie. Wynajmowali obskurne mieszkania w Newtown, Melrose i Berhampore. Tam też się urodziły kolejne siostry Iris. Iris chodziła do South Wellington School i Berhampore School, a potem do Wellington Girls’ College. W tej ostatniej szkole zaprzyjaźniła się z Gwen Hawthorn (później Mitcalfe). W wieku 17 lat dołączyła do zespołu pisma Dominion. Współpracowała też z New Zealand Farmers’ Advocate, w którym redagowała dział dziecięcy. W tym czasie miała romans ze znajomym ojca, Harrym Sweetmanem. Planowali wspólną przyszłość i podróż do Europy. W wieku 18 lat doznała poważnego urazu kolana, który wywołał trwałe kalectwo. Kiedy o kulach wyszła ze szpitala, uzależniona od środków przeciwbólowych, okazało się, że partner ulotnił się. Dużo później dowiedziała się, że zmarł wkrótce po przybyciu do Anglii. Iris wróciła do pracy w Dominion. Pod pseudonimem Novitia pisała sprawozdania parlamentarne (Peeps at Parliament) w czasie wyborów w 1925. Zaprzyjaźniła się przy tym z politykami Williamem Downie Stewartem, Danielem Sullivanem i Johnem A. Lee. Przelotnym romans z czasu pobytu w szpitalu zaowocował ciążą. Niestety, syn poetki, któremu nadała imię Robin Hyde, wkrótce zmarł (1926). Autorka na pamiątkę dziecka przybrała pseudonim, pod którym jest powszechnie znana. W 1927 wskutek traumatycznych przeżyć Iris przeszła załamanie nerwowe i ponownie trafiła na leczenie do Queen Mary Hospital w Hanmer Springs. Kiedy po wyzdrowieniu wróciła do pracy literackiej, nawiązała korespondencyjny kontakt z Johnem Schroderem, który stał się jej przyjacielem i doradcą w sprawach artystycznych. Z nową siłą zajęła się też dziennikarstwem. W 1928 dołączyła do New Zealand Truth, a potem do wydawanego w Christchurch pisma Sun, gdzie asystowała Esther Glen, jak również do Wanganui Chronicle (1929). W Wanganui miała romans z żonatym dziennikarzem. Kiedy zaszła w ciążę, mężczyzna zasugerował jej aborcję. Iris nie zgodziła się. W 1930 urodziła syna, znanego pod nazwiskiem Derek Challis. Urodzenie nieślubnego dziecka doprowadziło w przypadku Iris do utraty pracy. Bez grosza przy duszy wróciła do Wellington, przemycając dziecko na prom w koszu na ubrania. Fakt jego istnienia ukryła przed rodziną. Wkrótce później oddała syna do adopcji. Zatrudniła się w tygodniku New Zealand Observer, prowadzonym przez Gordona McLeana. Pisała pod licznymi pseudonimami, prowadząc najróżniejsze rubryki. Jako reporterka obserwowała protesty na Queen Street w 1932. Napisała petycję do burmistrza Auckland w prawie bezrobotnych kobiet. Poznała wtedy Douglasa Starka, który stał się pierwowzorem bohaterów jej powieści. W 1933 próbowała się utopić. Uratowana przez policję, trafiła na sześć tygodni do Auckland Hospital, a potem, z własnej woli, do szpitala psychiatrycznego Grey Lodge w Auckland. Podczas hospitalizacji, zachęcana przez lekarzy Henry’ego Buchanana i Gilberta Tothilla, zaczęła znowu pisać. W ciągu czterech lat spędzonych głównie w Grey Lodge pracowała nad trzema powieściami i dwoma tomikami poetyckimi. Po wyjściu ze szpitala zradykalizowała się jako feministka i socjalistka. Pisała dla czasopism Tomorrow i Woman To-day. Mimo wszystkich trudności udała się w podróż do Anglii, a potem do ogarniętych wojną Chin. W czasie walk została ranna w oko. Mimo urazu, przeprowadziła wywiad z panią Song Qingling, żoną Sun Jat-sena. W 1938 pojechała do Anglii. Rząd nowozelandzki, w obliczu zbliżającej się wojny w Europie, zapewnił jej ewakuację do kraju. Zanim do niej doszło, poetka odebrała sobie życie, przedawkowując leki. Miała wtedy zaledwie 33 lata. Została pochowana na cmentarzu w Kensington w Gunnersbury. 
Bliską przyjaciółką autorki była poetka Gloria Jasmine Rawlinson. Zbierała materiały do jej biografii. Zostały one później wykorzystane przez Dereka Challisa w książce The book of Iris (2002). Rawlinson została w niej wymieniona jako współautorka. W 1952 Rawlinson przygotowała do druku tomik wierszy Robin Houses by the Sea, a w 1970 napisała wstęp do jej autobiograficznej powieści The Godwits Fly. W 1984 Lydia Wevers wydała wybór z liryki Robin Hyde pod tytułem Selected Poems. Natomiast w 2003 Michele Leggott zestawiła chronologiczny zbiór jej wierszy Young Knowledge. 
Robin Hyde jest uważana za jedną z najważniejszych postaci literatury nowozelandzkiej.
Megan Claire Clayton napisała w 2001 monografię o twórczości Robin Hyde zatytułowaną Iris, Read and Written: A New Poetics of Robin Hyde.

## Twórczość
Robin Hyde była dziennikarką, reporterką, powieściopisarką i poetką. Pisała wiersze, powieści i teksty prasowe. Karierę pisarską zaczęła jeszcze w gazetce szkolnej, w której w latach 1919-1922 publikowała liryki i opowiadania. Pierwszy tomik wierszy, The Desolate Star, wydała w 1929. Opublikowała też zbiorki The Conquerors (1935) i Persephone in Winter (1937). Oprócz liryków wydała powieści Check to Your King (1936), Passport to Hell (1936) i Wednesday’s Children (1937). Opublikowała również powieści The Godwits Fly (1938) i Nor the Years Condemn (1938). Zarówno w prozie, jak i poezji sięgała po tematykę maoryską.